# Liste der Baudenkmäler in Mitteleschenbach
Auf dieser Seite sind die Baudenkmäler in der mittelfränkischen Gemeinde Mitteleschenbach zusammengestellt. Diese Tabelle ist eine Teilliste der Liste der Baudenkmäler in Bayern. Grundlage ist die Bayerische Denkmalliste, die auf Basis des Bayerischen Denkmalschutzgesetzes vom 1. Oktober 1973 erstmals erstellt wurde und seither durch das Bayerische Landesamt für Denkmalpflege geführt wird. Die folgenden Angaben ersetzen nicht die rechtsverbindliche Auskunft der Denkmalschutzbehörde.
 Diese Liste gibt den Fortschreibungsstand vom 15. April 2020 wieder und enthält neun Baudenkmäler.

## Baudenkmäler nach Gemeindeteilen

### Mitteleschenbach
| Lage                                                                       | Objekt                               | Beschreibung | Akten-Nr.    | Bild           |
| -------------------------------------------------------------------------- | ------------------------------------ | --- | ------------ | -------------- |
| Conrad-von-Rechenberg-Straße 4 (Standort)                                  | Katholische Pfarrkirche St. Nikolaus | Saalbau mit gotischem Querschiff, Neubau von 1893, Turm westlich an Querschiff, mit Spitzhelm; mit Ausstattung                             | D-5-71-178-1 | weitere Bilder |
| Lerchenfeld, ca. 500 m außerhalb des Ortes Richtung Selgenstadt (Standort) | Wegkapelle                           | kleiner massiver Satteldachbau, 18. Jahrhundert                                                                                            | D-5-71-178-7 | BW             |
| Lerchenfeld; ca. 500 m außerhalb des Ortes Richtung Selgenstadt (Standort) | Schaftbildstock                      | Wohl 17./18. Jahrhundert, Inschrift „1849“?                                                                                                | D-5-71-178-8 | BW             |
| Mönchswaldstraße 3 a (Standort)                                            | Kapelle                              | Fensterloser Satteldachbau mit schmiedeeisernem Gitter, wohl Mitte 18. Jahrhundert                                                         | D-5-71-178-3 | BW             |
| Rathausstraße 34 (Standort)                                                | Kapelle                              | Fensterloser massiver Satteldachbau, bezeichnet „1742“                                                                                     | D-5-71-178-5 | BW             |
| Rathausstraße 37 (Standort)                                                | Forsthaus                            | Eingeschossiges Gebäude mit Halbwalmdach, Natursteingliederungen, neubarock, um 1900                                                       | D-5-71-178-4 | weitere Bilder |
| Sankt-Walburg-Straße 1 (Standort)                                          | Katholische Kirche St. Walburga      | Chorturmkirche, im Kern wohl 14. Jahrhundert, Turm mittelalterlich, Umbau, Erweiterung und Erhöhung des Turms von Gabriel de Gabrieli 1722 | D-5-71-178-6 | weitere Bilder |
| Sankt-Walburg-Straße 1 (Standort)                                          | Friedhof                             | Anlage ursprünglich wohl mittelalterlich, später erweitert, Steinkreuz mit Kruzifix, 1907, mit Grabsteinen                                 | D-5-71-178-6 | weitere Bilder |
| Sankt-Walburg-Straße 1 (Standort)                                          | Ummauerung des Friedhofs             | Teilweise mittelalterlich, spätere Veränderungen                                                                                           | D-5-71-178-6 | weitere Bilder |

### Gersbach
| Lage                                                             | Objekt                           | Beschreibung                                                                                   | Akten-Nr.     | Bild           |
| ---------------------------------------------------------------- | -------------------------------- | ---------------------------------------------------------------------------------------------- | ------------- | -------------- |
| in Gersbach (Standort)                                           | Kapelle zum Gekreuzigten Heiland | Massiver Satteldachbau, verputzt, mit Dachreiter, wohl Anfang 20. Jahrhundert; mit Ausstattung | D-5-71-178-9  | weitere Bilder |
| Gersbach 6 (Standort)                                            | Wohnstallhaus                    | Zweigeschossiger Satteldachbau, massiv, mit Fachwerkgiebel, mit Geschossgliederung, um 1800    | D-5-71-178-10 | BW             |
| Gersbach 6 (Standort)                                            | Nebengebäude                     | Zweigeschossiger Satteldachbau, massiv, wohl erste Hälfte 19. Jahrhundert                      | D-5-71-178-10 | BW             |
| Gersbach 6 (Standort)                                            | Scheune                          | Satteldachbau, Sandsteinquader, um 1900                                                        | D-5-71-178-10 | BW             |
| Gersbach 6, an der Straße von Gersbach nach Speckheim (Standort) | Felsenkeller                     | Zugehörig, 19. Jahrhundert                                                                     | D-5-71-178-10 | BW             |